# Estadio Nacional de Singapur
El Estadio Nacional de Singapur (en chino: 新加坡国家体育场; en inglés: Singapore National Stadium; en malayo: Stadium Nasional Singapura) es un estadio multiusos ubicado en la ciudad-estado de Singapur. Fue inaugurado en 2014 para la realización de los Juegos del Sudeste Asiático de aquel año, tiene una capacidad para 55 000 espectadores y es la nueva casa de la Selección de fútbol de Singapur. El recinto está ubicado donde se emplazaba el antiguo Estadio Nacional, que fue cerrado en 2007 y demolido en 2010.
El inmueble cuenta con un techo retráctil considerado uno de los más grandes del mundo, también es parte del llamado Singapore Sports Hub, un complejo que (además del estadio) comprende un centro acuático y el Singapore Indoor Stadium.

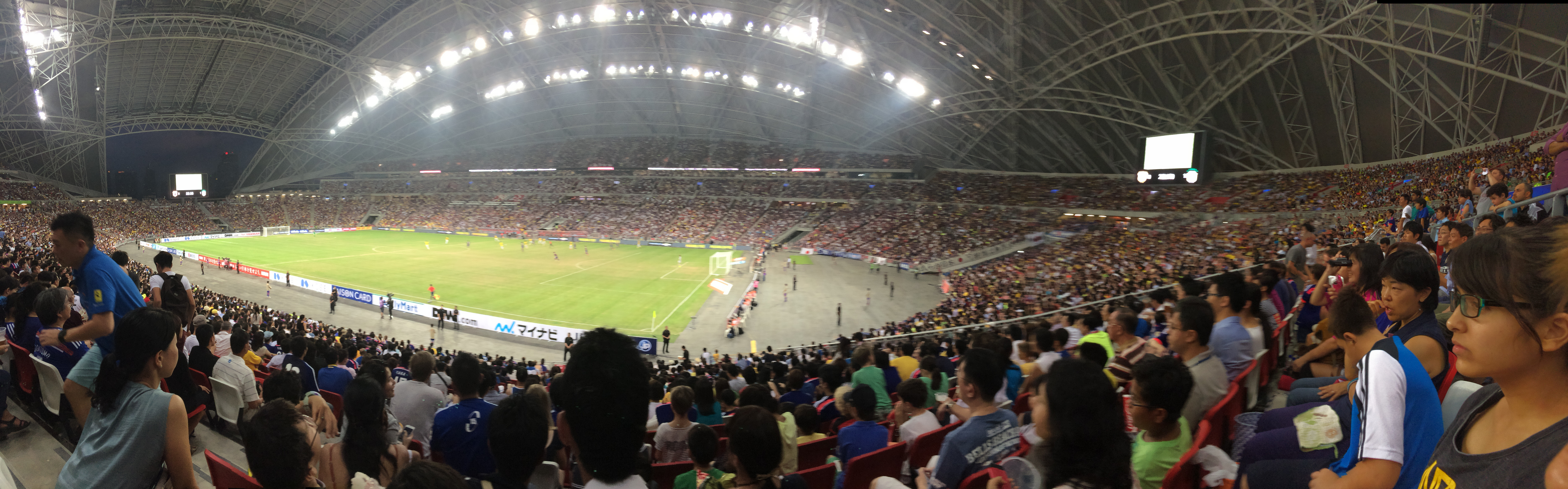
Panorámica del Estadio Nacional de Singapur durante el partido amistoso entre Japón y Brasil del 14 de octubre de 2014, donde se registró el primer lleno total del nuevo recinto.

## Antiguo Estadio Nacional
El antiguo Estadio Nacional abrió sus puertas en julio de 1973, y oficialmente se cerró el 30 de junio de 2007. Fue demolido en 2010 para dar paso a la construcción del Estadio Nacional de Singapur actual, inaugurado en 2014. El recinto albergó la Copa Asiática de 1984 y la Copa Suzuki 2020, ambas desarrolladas en el país, y la final de la Copa Tigre 2004. También fue el campo del club de fútbol Singapur Lions, que participaba en la Superliga de Malasia.
El inmueble fue sede de muchos eventos deportivos, culturales, de entretenimiento y nacionales, como los Juegos del Sudeste Asiático, el día de las Fuerzas armadas de Singapur y el Festival de la Juventud. El Estadio Nacional fue también el lugar de la celebración del desfile del Día Nacional de Singapur en 18 oportunidades (1976, 1980, 1985, 1986, 1988, 1989, 1991, 1992, 1994, 1996 a 1999, 2001 a 2004, y 2006).

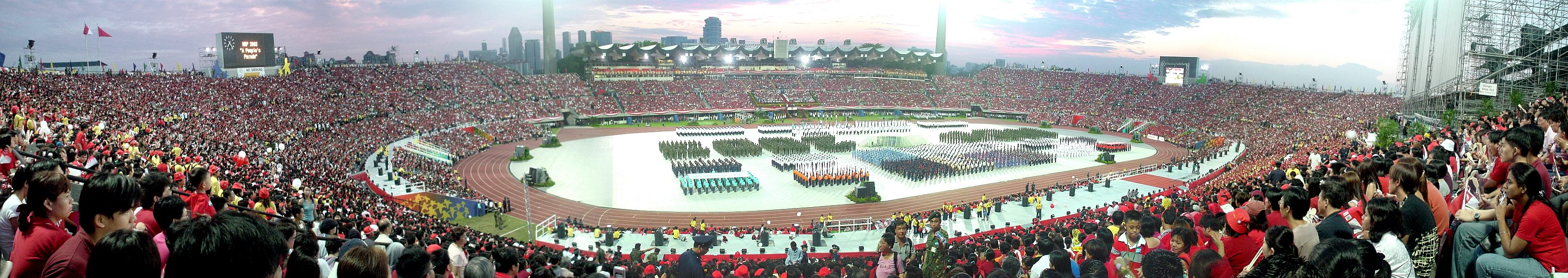
Imagen del estadio en 2003.